# 이상준 (배드민턴 선수)
이상준(1992년 11월 13일~)은 대한민국의 배드민턴 선수이다.